# Alojzy Świderek
Alojzy Antoni Świderek (ur. 30 maja 1952 w Łodzi) – polski siatkarz, trener siatkarski.
Grał w siatkówkę w latach 1966–1980. Występował w klubach MKS Rawa Mazowiecka, AZS Warszawa, Resovia i Legia Warszawa. Z Resovią zdobył tytuł mistrza Polski w 1975. Został uznany za najlepszego siatkarza Polski w 1981 w klasyfikacji Przeglądu Sportowego.
W latach 1972–1975 wystąpił 34 razy w reprezentacji Polski. Uczestniczył z nią w Igrzyskach Olimpijskich w 1972 w Monachium, gdzie polscy siatkarze zajęli 9. miejsce.
Po zakończeniu kariery sportowej został trenerem. Był asystentem Andrzeja Niemczyka w kadrze kobiet, gdy ta w 2003 roku zdobyła pierwsze w historii mistrzostwo Europy w Ankarze, służył również pomocą dla Raúla Lozano, kiedy wraz z nim jako drugi trener prowadził polską kadrę narodową, która zdobyła pod ich wodzą srebro Mistrzostw Świata w 2006 r. W kraju w 2005 roku zdobył mistrzostwo Polski z Winiarami Kalisz.
6 grudnia 2006 za wybitne zasługi dla rozwoju polskiego sportu, za osiągnięcia w pracy szkoleniowej, Prezydent RP Lech Kaczyński odznaczył go Krzyżem Kawalerskim Orderu Odrodzenia Polski.
8 lipca 2011 roku został wybrany selekcjonerem reprezentacji polskiej kobiet. 27 grudnia 2012 roku został odwołany z tej funkcji.
Obecnie jest dyrektorem Akademii Polskiej Siatkówki.